# José Rainha Júnior
José Rainha Júnior (São Gabriel da Palha, 4 de julho de 1960), mais conhecido como Zé Rainha, é um camponês, sindicalista e ativista brasileiro pela reforma agrária.
Enquanto sindicalista, foi líder do Movimento dos Trabalhadores Rurais Sem Terra (MST), do qual foi afastado em 2007 por divergências políticas com a cúpula da entidade. Tornou-se militante da Frente Nacional de Lutas no Campo e Cidade (FNL) a partir de 2014.

## Biografia
José Rainha Júnior nasceu em São Gabriel da Palha em 4 de julho de 1960. Filho de camponeses, trabalhou durante a infância e adolescência na propriedade da família em Linhares. Sem ter condições de estudar, pois na região não tinha escolas, foi analfabeto até os 16 anos de idade.
Sua compreensão de mundo mudou em 1975, quando sua família perdeu a propriedade que tinham, e tiveram que ser meeiros, despertando um pouco da consciência do problema agrário. Em 1976, na Comunidade Eclesial de Base de Linhares (CEB), começou a estudar catecismo, aprendendo a ler e escrever com os religiosos. A comunidade estava sob a liderança de Frei Betto, estando sob forte influência da teologia da libertação. Rainha conheceu Betto em 1977, compreendendo a partir dele as questões acerca da reforma agrária. Dali, organizou a Pastoral da Juventude de Linhares, com cariz sindical, no intuito de retomar o Sindicato dos Trabalhadores Rurais, entre 1979 e 1980. Foi o primeiro secretário do sindicato no pós-Anistia de 1979.
Na 1ª Conferência Nacional das Classes Trabalhadoras (Conclat), em 1981, segue no grupo pró-CUT, que dois anos depois deu origem à Central Única dos Trabalhadores (CUT). Em 29 de janeiro de 1985 torna-se também membro fundador do Movimento dos Trabalhadores Rurais Sem Terra (MST), sendo eleito um dos coordenadores nacionais.
No bojo da fundação MST organizou, em 27 de outubro de 1985, a invasão da fazenda Georgina com um grupo de camponeses. A fazenda, localizada em São Mateus (ES), foi desapropriada e os camponeses assentados cerca de 2 meses após a invasão. No processo da invasão conheceu Diolinda Alves de Souza, sua companheira desde então.
Foi destacado em 1988 para reorganizar os sindicatos de trabalhadores rurais de Alagoas, bem como em 1989, com o mesmo propósito, para o Ceará. No ano de 1990 atuou nesse sentido no Rio Grande do Norte, Piauí e Maranhão. Foi incumbido pela diretiva do MST, em 1991, para reorganizar os sindicatos rurais e a luta por reforma agrária no Pontal do Paranapanema, tornando-se a principal liderança do movimento no estado de São Paulo, ganhando projeção nacional.

## Condenações na justiça
"O líder dos Sem Terra foi acusado da morte do proprietário José Machado Neto e do policial militar Sergio Narciso, durante um confronto entre camponeses sem terra e pistoleiros contratados, ocorrido em 5 de junho de 1989, em Pedro Canario, 270 quilômetros ao norte de Vitória, capital do Espírito Santo. No primeiro julgamento, realizado nesta cidade, foram confirmados os depoimentos que confirmaram que, no dia do incidente, Rainha estava no nordeste do Ceará e foi condenado". "Nesse segundo julgamento, a defesa prevaleceu nas evidências que mostravam que o dia do confronto Rainha foi no Ceará, como uma carta do governador deste Estado, Tasso Jereissati, que confirmou que naquele dia se encontrou com Rainha. Nesta ocasião, a defesa foi liderada pelo proeminente advogado Evandro Lins e Silva, decano dos criminalistas brasileiros, que ingressou no caso por considerar que o processo era "eminentemente político" e, como confessou, a pedido do Prêmio Nobel de Literatura José Saramago.
"Basta ver que havia 12 réus e eles estão preocupados apenas com o julgamento de José Rainha. Os outros réus não são motivo de preocupação. Na verdade, o processo tem um conteúdo político inegável", observou Lins e Silva em declarações à imprensa. Justiça foi proferida A sentença de absolvição foi realizada por cerca de 3.000 sem-terra que, durante os três dias da audiência, permaneceram em um quadrado a 200 metros da quadra, onde várias personalidades brasileiras e estrangeiras também estavam presentes para expressar sua solidariedade ao líder sem terra".
Em 2006. Foi condenado por porte ilegal de arma.
“Rainha foi preso sob a acusação de furto e formação de quadrilha quando da ocupação, por 600 famílias, da fazenda Santa Maria, no ano de 2000. Esta fazenda tem 5.500 hectares e é de propriedade de Jovelino Mineiro, amigo e sócio do ex-presidente Fernando Henrique Cardoso. Mais uma vez, o juiz Atis de Araújo Oliveira lança mão da teoria segundo a qual os dirigentes são responsabilizados pelos crimes — supostamente — cometidos pelos dirigidos, teoria esta que não existe, em absoluto, na jurisprudência brasileira". "Numa manobra para manter Rainha preso, Atis promoveu, no último dia 30 de julho, um julgamento que o condenou a 2 anos e 8 meses de prisão por porte ilegal de arma. O "crime" teria sido cometido no ano passado, quando foi encontrada uma espingarda calibre 12 no carro em que o líder camponês viajava. Mesmo com o dono do carro assumindo ser proprietário da arma, Rainha foi preso."
Depois de uma reunião com João Paulo Cunha, presidente da Câmara dos Deputados, José Rainha afirmou que: "Este país precisa fazer a reforma agrária e reconhecer que o militante de movimento social não é bandido, não é ladrão. Somos pessoas dignas, assim reconheceram o Superior Tribunal de Justiça e o Tribunal de São Paulo".
Em 2014, Rainha participa da fundação da Frente Nacional de Luta Campo e Cidade (FNL), movimento social organizado no qual milita até hoje.
Em 2015 foi condenado por uma Vara Federal a 31 anos e 5 meses de prisão pelos crimes de estelionato, formação de quadrilha e extorsão; sentença que atualmente apela em liberdade.
"O STF concede liberdade a ex-líder do MST, José Rainha Júnior". "O pedido de revogação da prisão foi indeferido pelo juiz de primeiro grau. O TRF da 3ª região e o STJ também indeferiram pedidos semelhantes, formulados em HC".
Rainha disse: "Todo mundo sabe que minha ação sempre foi buscar reforma agrária para defender a vida e não vou abandonar esse princípio e minha ideologia, que é lutar pelos pobres e miseráveis do Brasil. Quero mudar a estrutura podre deste país e, agora, livre, tenho melhor convicção e credibilidade por isso. "Vencemos uma batalha, mas a luta pela reforma agrária continuará".
"A justiça foi feita", foi o comentário geral em vários setores da opinião e da política, incluindo o ex-ministro da Reforma Agrária, Raul Jugmann.
Para o ex-candidato à presidência e líder do Partido dos Trabalhadores, "ficou claro que, quando o júri fosse realmente composto por jurados, ele (Rainha) seria absolvido".
A ação foi enaltecida pelo secretário de Segurança do Estado de São Paulo, Guilherme Derrite, que citou em sua conta do Twitter "Parabenizo os policiais envolvidos nessa missão, que contam também com o apoio da Polícia Militar para garantir a segurança em nosso Estado.[carece de fontes?]